# Conocephalus fuscus
Conocéphale bigarré
Espèce
Conocephalus fuscus, le conocéphale bigarré, est une espèce d’insectes orthoptères de la famille des Tettigoniidae et de la sous-famille des Conocephalinae.

## Dénominations
Conocephalus fuscus a été nommé par Fabricius en 1793.
Synonymes : Xiphidium fuscum (Fabricius, 1793), Conocephalus discolor Thunberg, 1815.
Nom vernaculaire : Conocéphale (étymologie : « tête conique ») bigarré.

## Distribution
Cette espèce est répandue dans toute l'Europe occidentale et s'est assez récemment étendue vers le nord de la France, la Belgique, la Hollande, l'Allemagne en relation avec le réchauffement climatique.

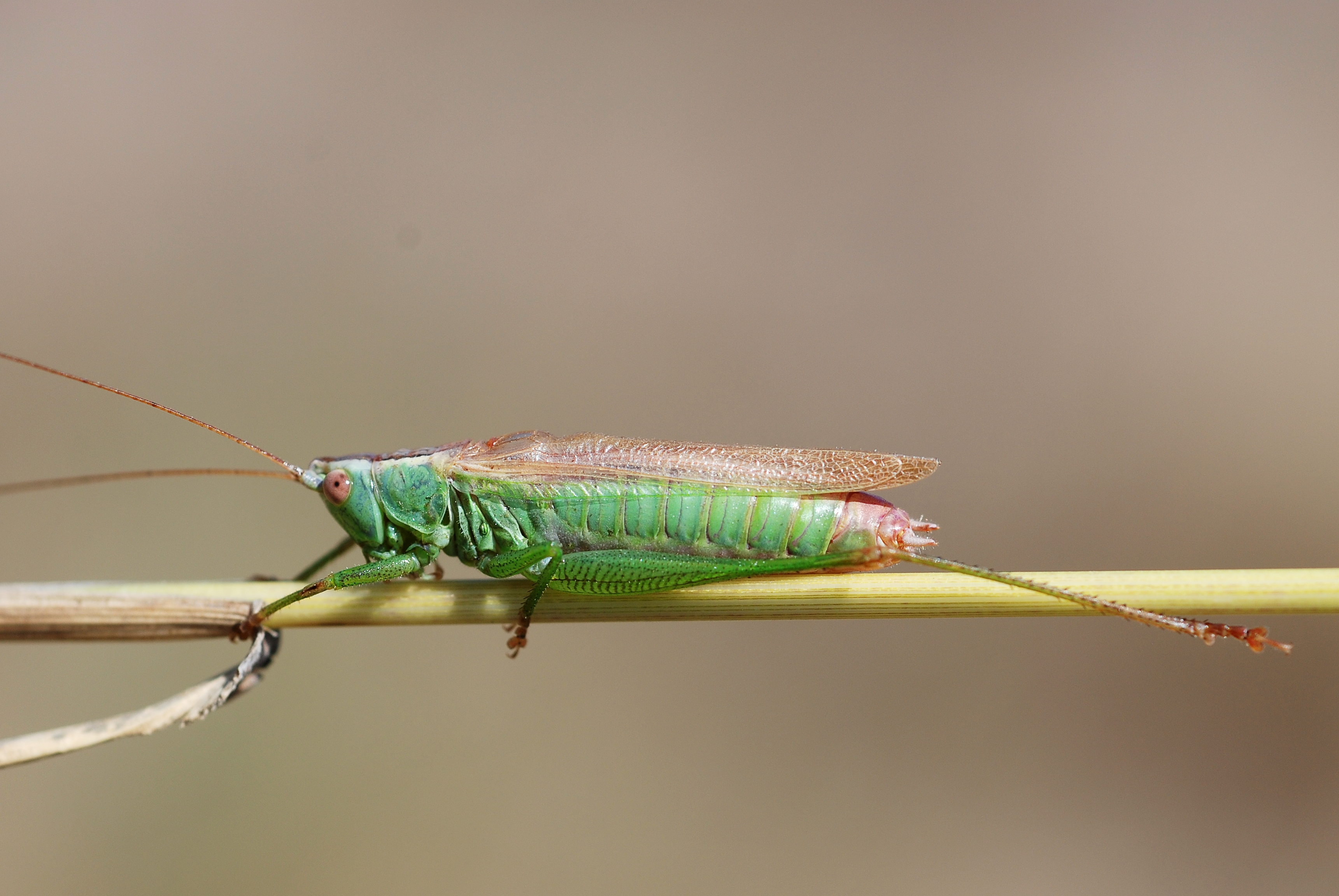
Conocephalus fuscus - mâle.

## Description
Cette sauterelle, de couleur vert pâle, a le corps long de 12 à 17 mm. Son dos est souligné d'une bande brun foncé bordée de clair sur toute sa longueur. L'imago apparaît de fin juillet à octobre ; les ailes étroites dépassent alors légèrement l'extrémité de l'abdomen. Les deux cerques du mâle montrent une petite dent interne près de leur extrémité (voir photo du haut de page). L'oviscapte de la femelle, en forme d'épée presque droite, avoisine les trois quarts de la longueur du corps.

## Habitat
Le conocéphale bigarré apprécie la végétation des marécages, les roselières, la végétation des rives, mais aussi des pelouses plus sèches, des buissons, des friches, les bords des chemins...

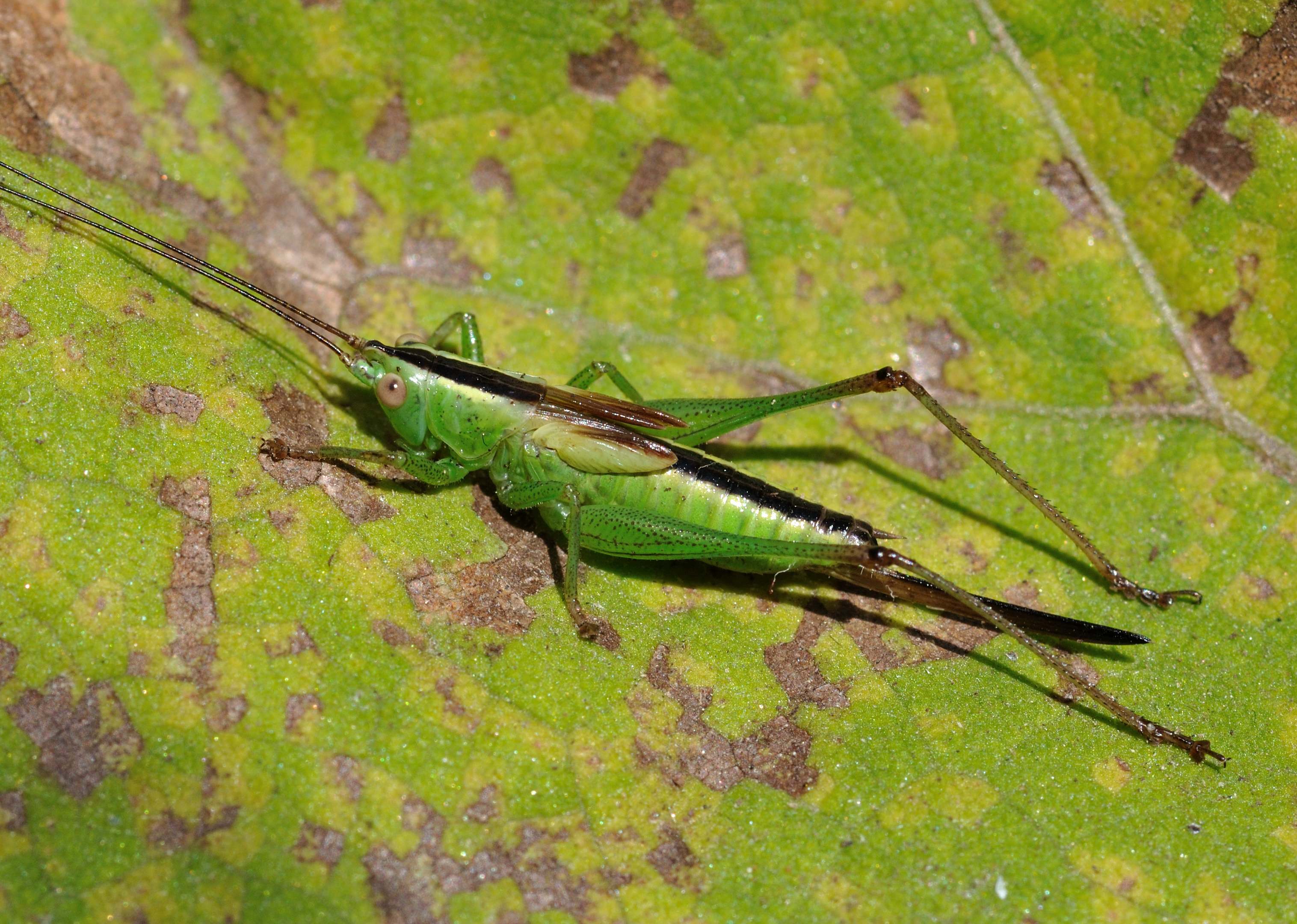
Conocephalus fuscus - jeune femelle avant la mue imaginale.

## Comportement
Surtout diurne, omnivore, Conocephalus fuscus se nourrit de poacées (graminées), de petits insectes (dont des pucerons).
Le mâle se fait entendre jusqu'à environ deux mètres en émettant un cliquetis rapide formant souvent des phrases de longue durée. La femelle pond ses œufs un par un dans les gaines foliaires de cypéracées, au besoin, elle pratique une ouverture dans la plante avec ses mandibules puis y introduit son oviscapte.